# Абу-Бакр (шеху Борну)
Абу-Бакр (*бл. 1830–1884) — 4-й шеху (володар) Борну в 1881—1884 роках. Повне ім'я Абу Бакр ібн Умар Кура. Відомий також як Букар Кура.

## Життєпис
Походив з династії Канемі. Старший син шеху Умар I. Народився близько 1830 року. Про нього відомостей обмаль, висловлюється припущення, що разом з батьком брав участь у війні проти Вадайського султанату в 1840-х роках.
Під час другого панування Умара I набув значної ваги, конкуруючи при дворі з впливими вазирами. 1881 року після смерті батька успадкував трон. Намагався відродити військо для відновлення влади над відпалими племенами і державами. Оскільки трансахарська торгівля не приносила вже значного прибутку, то впровадив податок кумореджі, за яким багаті мешканці повинні були віддати половину майна й грошей Абу-Бакру.
Помер у листопаді аабо грудні 1884 року, можливо від отруєння. Трон захопив його стрийко Мустафа.